# ハプログループO1 (Y染色体)
ハプログループO1 (Y染色体)（ハプログループO1 (Yせんしょくたい)）はハプログループO (Y染色体)のサブグループであり、「F265/M1354, CTS2866, F75/M1297, F429/M1415, F465/M1422」の変異で定義されるタイプである。2015年11月にISOGG系統樹が改訂されたことで、ハプログループO1a（旧O1）とハプログループO1b（旧O2)が姉妹群となり、両者をまとめる上位タイプとして新たに設けられた。
ハプログループO2-M122との分岐からわずか千年ほど（YFull YTree v5.06によれば1,400年、Karmin et al. 2015によれば939年、Poznik et al. 2016によれば900年もしくは800年）経って下位系統のO1a-M119とO1b-M268に分かれたと推定されている。

## 系統
- O   M175
  - O1   F265/M1354, CTS2866, F75/M1297, F429/M1415, F465/M1422
    - O1a   M119, CTS31, F589/Page20
    - O1b   M268, F138, F167/L690 , F256/M1341, F292/M1363, F330/L463, F435/M1417, F516, P31
      - O1b1 　F2320
      - O1b2 　P49, M176　

  - O2   M122, CTS10736, CTS10753, F36, F400, F433, F471, F633, P198